# Deutsches Spring- und Dressurderby

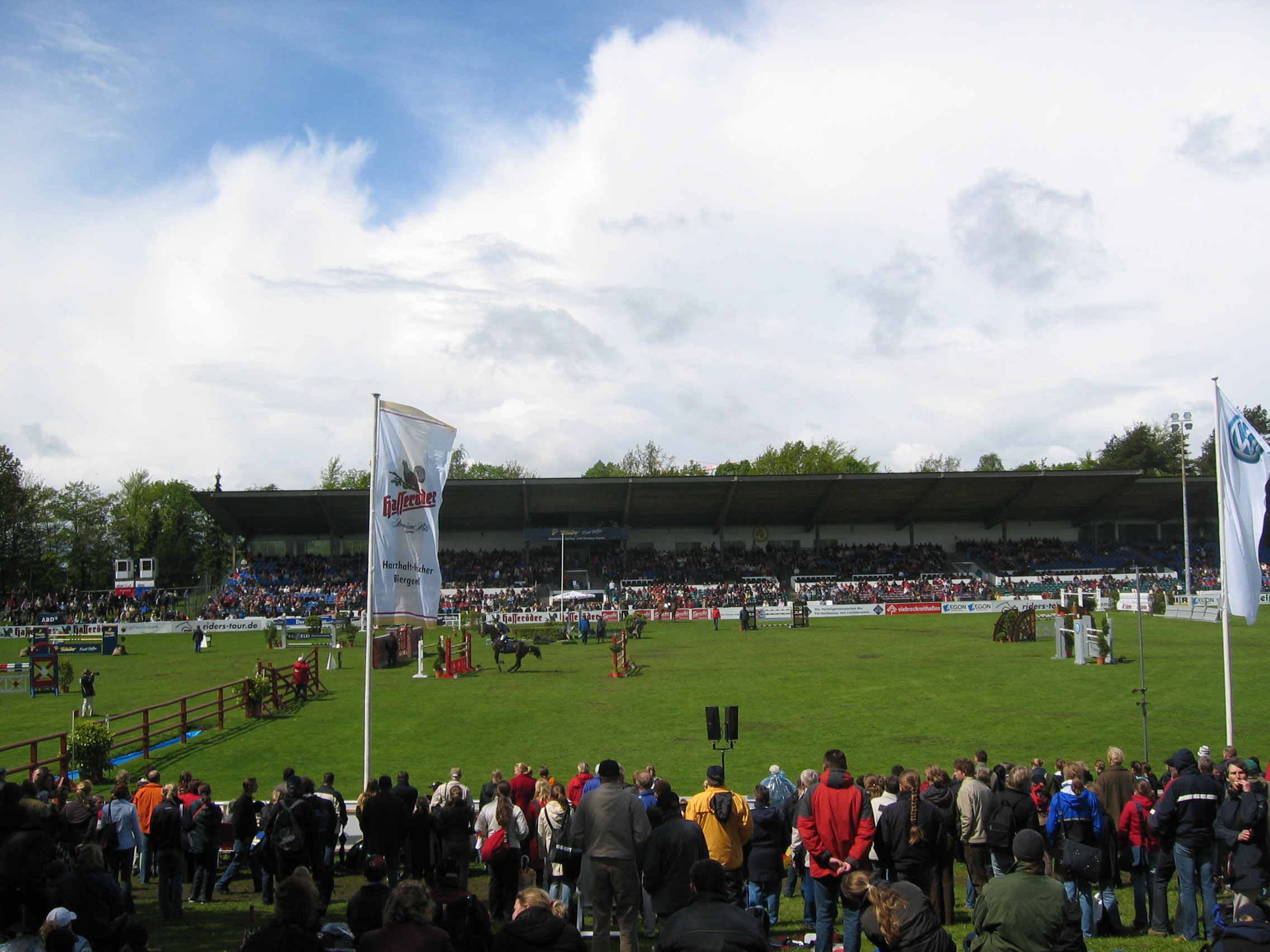
Derby-Platz in Klein Flottbek (2005)

Das Deutsche Spring- und Dressurderby (Eigenschreibweise: Deutsches Spring- und Dressur-Derby) ist ein internationales Reitturnier mit Wettbewerben im Springreiten und im Dressurreiten. Das seit 1920 in Hamburg-Klein Flottbek ausgetragene Deutsche Spring-Derby zählt zu den traditionsreichsten Veranstaltungen seiner Art. Mit seinen besonderen Hindernissen wie etwa dem Großen Wall, Pulvermanns Grab oder den Holsteiner Wegesprüngen ist der seither unveränderte Parcours einer der längsten und schwierigsten im Springreiten. Auf eine lange Tradition kann auch das Deutsche Dressur-Derby verweisen, das 2016 zum 58. Mal ausgetragen wurde.

## Allgemeines
Laut Angaben des Veranstalters besuchten im Jahr 2016 über 90.000 Besucher das Turnier. Das Turnier wird gemeinsam vom Norddeutschen und Flottbeker Reitverein und der En Garde Marketing veranstaltet, bis einschließlich 2024 besteht ein Kooperationsvertrag.
Die internationalen Dressurprüfungen auf Grand-Prix-Niveau sind seit 2011 jeweils als CDI 4* ausgeschrieben. Daneben werden auch internationale Dressuren auf Intermediaire-Niveau (als CDI 2*) und nationale Dressurprüfungen ausgetragen.
Das Programm der Springprüfungen auf dem Derbyplatz umfasst seit 2008 zum einen die Prüfungen eines CSI 5* für die Reiter aus dem In- und Ausland. Beginnend mit der Einlaufprüfung am Mittwoch über das Championat von Hamburg am Donnerstag findet der CSI 5* seinen Abschluss beim Großen Preis am Samstag. Von 2008 bis 2022 war der Großen Preis eine Etappe der Global Champions Tour, von 2016 an machte die Global Champions League zudem Station im Derbypark in Hamburg-Klein Flottbek.
Daneben finden ebenfalls ab Mittwoch für die Derbyreiter Prüfungen statt, deren Abschluss das Deutsche Spring-Derby am Sonntag ist. Diese Prüfungen waren bis 2016 als CSI 3* ausgeschrieben. Seit 2017 sieht die Ausschreibung hier einen CSI 4* vor, der neben einer Derby-Tour mit den typischen Derbyprüfungen auch eine neue Classic Tour mit weiteren Springprüfungen umfasst. Außerdem werden als CSIYH 1* Springprüfungen für junge 7- und 8-jährige Springpferde sowie eine internationale Springreiter-Amateur-Tour (CSIAm-A/CSIAm-B) ausgerichtet.
Das Preisgeld betrug 2023 insgesamt rund 1.000.000 €. Hiervon entfielen über 500.000 € auf die CSI 5*-Tour mit dem Großen Preis mit 300.000 € Dotation als Höhepunkt. Das Deutsche Spring-Derby war mit über 150.000 € dotiert. Die Dressurprüfung, das Deutsche Dressur-Derby, war mit 30.000 € dotiert.
Neben den beiden parallel stattfindenden Derbys wurde ab 1950 für eine Reihe von Jahren auch das Deutsche Fahrderby in Klein Flottbek ausgetragen.
Das für den 20. bis 24. Mai 2020 geplante Turnier musste wegen der COVID-19-Pandemie verschoben werden. Auch im Jahr 2021 wird das Turnier aufgrund der Corona-Schutzvorschriften nicht in gewohnter Form ausgetragen. Stattdessen wird Ende August 2021 eine Etappe der Global Champions Tour 2021 mit verringerter Zuschauerzahl im Derbypark durchgeführt.

## Deutsches Spring-Derby

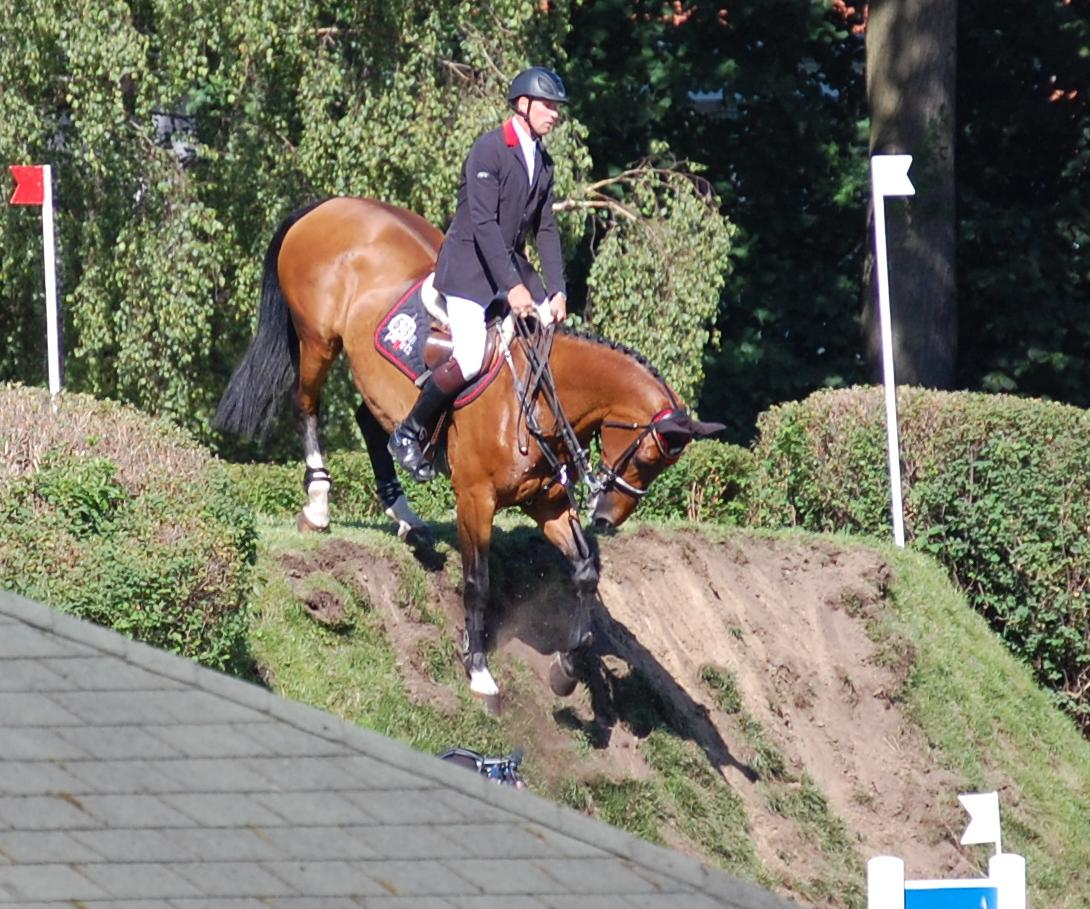
Andre Thieme mit Nacorde am Wall

Das Deutsche Spring-Derby, teilweise auch Hamburger Derby genannt, wird seit 1920 in Hamburg-Klein Flottbek ausgetragen. Es gilt als eines der bedeutendsten Derbys im Springreiten und wird in Fachkreisen auch als das schwierigste Derby weltweit bezeichnet. Traditionell ist das Deutsche Spring-Derby der Publikums-Höhepunkt des Turniers.
Das besondere an diesem Derby ist der 1230 m lange Parcours, der vom passionierten Jagdreiter Eduard Pulvermann gestaltet und seit 1920 weder in seiner Linienführung noch in seinen Hindernissen verändert wurde. Lediglich die Höhe der Sprünge und vor allem die Tiefe der Stangenauflagen wurden über die Jahrzehnte nach und nach dem Leistungsniveau angepasst, um den Schwierigkeitsgrad trotz des verbesserten Bodens zu erhalten.
Unter den Naturhindernissen, die der holsteinischen Landschaft entnommen sind, ist wohl das bedeutendste bzw. das attraktionsreichste Hindernis der Große Wall. Nur einen Galoppsprung hinter dem Wallabstieg steht die weiße Planke, an der in der Geschichte des Derbys die meisten Springfehler zustande kamen. Ein weiteres bekanntes Hindernis ist Pulvermanns Grab. Der Parcours weist eine für heutige Verhältnisse ungewöhnliche Länge auf. Er fordert also neben einem gewissen Springvermögen in besonderem Maße Mut, Vertrauen und Kondition von Pferd und Reiter.
Seit in internationalen Prüfungen schon der zweite Ungehorsam des Pferdes zum Ausschluss führt, hat die Zahl der Ausschlüsse trotz hochkarätiger Starterfelder im Spring-Derby deutlich zugenommen.
Ab 2001 war das Deutsche Spring-Derby Teil der Riders Tour, von 2002 bis 2010 als erste Wertungsprüfung der Riders Tour. Von 2011 bis 2019 bildet es die zweite Station der Turnierserie. Das Spring-Derby fand im Jahr 2019 zum neunzigsten Mal statt. Nach zwei Jahren Derbypause wurde das Spring-Derby 2022 wieder ausgetragen. Es ist jedoch nicht mehr Teil der Riders Tour, nach Angaben der Turnierorganisatoren passe das veränderte Niveau der Riders Tour nicht mehr mit dem Spring-Derby zusammen.

### Sieger des Deutschen Spring-Derbys
| Jahr | Pferd                 | Reiter                                 | Bemerkung                                               |
| ---- | --------------------- | -------------------------------------- | ------------------------------------------------------- |
| 2025 | Paule S               | André Thieme                           |                                                         |
| 2024 | Balou's Erbin         | Marvin Jüngel                          | 2. Sieg in Folge auf demselben Pferd                    |
| 2023 | Balou's Erbin         | Marvin Jüngel                          |                                                         |
| 2022 | Dacara E              | Cassandra Orschel                      |                                                         |
| 2019 | Cordillo              | Nisse Lüneburg                         |                                                         |
| 2018 | Gloria van Zuuthoeve  | Matthew Sampson                        |                                                         |
| 2017 | Zera                  | Pato Muente                            |                                                         |
| 2016 | Diaghilev             | Billy Twomey                           | Erster Sieg eines ausländischen Reiters seit 1997       |
| 2015 | Professional Aircare  | Christian Glienewinkel                 |                                                         |
| 2014 | Calle Cool            | Nisse Lüneburg                         | 2. Sieg mit Calle Cool                                  |
| 2013 | Hello Max             | Gilbert Tillmann                       |                                                         |
| 2012 | Calle Cool            | Nisse Lüneburg                         |                                                         |
| 2011 | Nacorde               | André Thieme                           | 3. Sieg mit Nacorde                                     |
| 2010 | Lex Lugar             | Carsten-Otto Nagel                     |                                                         |
| 2009 | Carassina             | Thomas Kleis                           |                                                         |
| 2008 | Nacorde               | André Thieme                           | 2. Sieg in Folge auf demselben Pferd                    |
| 2007 | Nacorde               | André Thieme                           |                                                         |
| 2006 | Collin                | Toni Haßmann                           | 3. Sieg in Folge auf demselben Pferd                    |
| 2005 | Collin                | Toni Haßmann                           |                                                         |
| 2004 | Collin                | Toni Haßmann                           |                                                         |
| 2003 | Champion du Lys       | Ludger Beerbaum                        |                                                         |
| 2002 | Charlottenhofs Iberio | Sören von Rönne                        |                                                         |
| 2001 | Landdame              | Franke Sloothaak                       |                                                         |
| 2000 | Capriol               | Holger Wulschner                       |                                                         |
| 1999 | Wienerwirbel          | Carsten-Otto Nagel                     |                                                         |
| 1998 | Champion du Lys       | Ludger Beerbaum                        |                                                         |
| 1997 | Gondoso               | Hugo Simon                             |                                                         |
| 1996 | Lausbub               | Achaz von Buchwaldt                    |                                                         |
| 1995 | E.T.                  | Hugo Simon                             |                                                         |
| 1994 | Vivaldi               | Nelson Pessoa                          | 3. Sieg in Folge auf demselben Pferd, 7. Sieg insgesamt |
| 1993 | Vivaldi               | Nelson Pessoa                          |                                                         |
| 1992 | Vivaldi               | Nelson Pessoa                          | Comeback nach 24 Jahren                                 |
| 1991 | Grandeur              | Thomas Frühmann                        | 2. Sieg in Folge auf demselben Pferd                    |
| 1990 | Grandeur              | Thomas Frühmann                        |                                                         |
| 1989 | Gammon                | John Whitaker                          |                                                         |
| 1988 | Grandeur              | Thomas Frühmann                        |                                                         |
| 1987 | Silbersee             | Michael Rüping                         |                                                         |
| 1986 | Royals                | David Broome                           |                                                         |
| 1985 | Janus de Ver          | Louis Jacobs                           |                                                         |
| 1984 | Gladstone             | Hugo Simon                             |                                                         |
| 1983 | Gladstone             | Hugo Simon                             |                                                         |
| 1982 | Wendy                 | Achaz von Buchwaldt                    |                                                         |
| 1981 | Carroll'S Spotlight   | Eddie Macken                           |                                                         |
| 1980 | Livius                | Peter Luther                           |                                                         |
| 1979 | Roman                 | Gerd Wiltfang                          |                                                         |
| 1978 | Boy                   | Eddie Macken                           |                                                         |
| 1977 | Little One            | Hugo Simon                             |                                                         |
| 1976 | Boomerang             | Eddie Macken                           |                                                         |
| 1975 | New Yorker            | Caroline Bradley                       |                                                         |
| 1974 | Kosmos                | Hartwig Steenken                       |                                                         |
| 1973 | Simona                | Hartwig Steenken                       |                                                         |
| 1972 |                       |                                        | nicht ausgetragen a                                     |
| 1971 | Wimpel III            | Alwin Schockemöhle                     |                                                         |
| 1970 | Stroller              | Marion Mould                           | Pferd von nur 145 cm Stockmaß                           |
| 1969 | Wimpel III            | Alwin Schockemöhle                     |                                                         |
| 1968 | Gran Geste            | Nelson Pessoa                          |                                                         |
| 1967 | Vibart                | Andrew Fielder                         |                                                         |
| 1966 | Torro                 | Kurt Jarasinski                        |                                                         |
| 1965 | Gran Geste            | Nelson Pessoa                          |                                                         |
| 1964 | Dozent II             | Hermann Schridde                       |                                                         |
| 1963 | Gran Geste            | Nelson Pessoa                          |                                                         |
| 1962 | Esparatco             | Nelson Pessoa                          |                                                         |
| 1961 | Posillipo             | Raimondo D’Inzeo                       |                                                         |
| 1960 | Raffaela              | Kurt Jarasinski                        |                                                         |
| 1959 | Retina                | Fritz Thiedemann                       | 5. Sieg Thiedemanns                                     |
| 1958 | Finale                | Fritz Thiedemann                       |                                                         |
| 1957 | Bachus                | Alwin Schockemöhle                     |                                                         |
| 1956 | Discutido             | Carlos Delía                           |                                                         |
| 1955 | Halla                 | Hans Günter Winkler                    |                                                         |
| 1954 | Diamant               | Fritz Thiedemann                       |                                                         |
| 1953 | Cäsar                 | Walter Schmidt                         |                                                         |
| 1952 | Rattler               | John Russel                            |                                                         |
| 1951 | Meteor                | Fritz Thiedemann                       |                                                         |
| 1950 | Loretto               | Fritz Thiedemann                       |                                                         |
| 1949 | Fenek                 | Käthe Schmidt-Metzger                  |                                                         |
| 1939 | Nordrud               | Waldemar Fegelein                      |                                                         |
| 1938 | Nordland              | Günter Temme                           |                                                         |
| 1937 | Schorsch              | Hermann Fegelein                       |                                                         |
| 1936 | Landrat               | Wilhelm Nippe                          |                                                         |
| 1935 | Egly                  | Günter Temme                           |                                                         |
| 1934 | Nanuk                 | Irmgard von Opel                       | 1. weibliche Siegerin                                   |
| 1933 | Baccarat              | Harald Momm                            | 1. fehlerfreier Ritt in der Derbygeschichte             |
| 1932 | General               | Marten von Barnekow                    |                                                         |
| 1931 | Derby                 | Ernst Hasse                            |                                                         |
| 1930 | Morgenglanz           | Herbert Frick                          |                                                         |
| 1929 | Derby                 | Marten von Barnekow                    |                                                         |
| 1928 | Falkner               | Carl-Friedrich von Langen              |                                                         |
| 1927 | Falkner               | Carl-Friedrich von Langen              |                                                         |
| 1926 | Apoll                 | Wilhelm Graf von Hohenau               |                                                         |
| 1925 | Kreon                 | Hans Christoph von Wietersheim-Kramsta |                                                         |
| 1924 | Hanko                 | Carl-Friedrich von Langen              |                                                         |
| 1923 | Döllnitz              | Hermann Martins                        |                                                         |
| 1922 | Döllnitz              | Hermann Martins                        |                                                         |
| 1921 | Teufel                | Hans-Joachim Andreae                   |                                                         |
| 1920 | Cyrano                | Paul Heil                              | Heil auf zwei anderen Pferden zweit- und drittplatziert |

Fritz Thiedemann steht mit fünf Siegen und 19 Platzierungen auf Rang 8 und aufwärts.

## Großer Preis

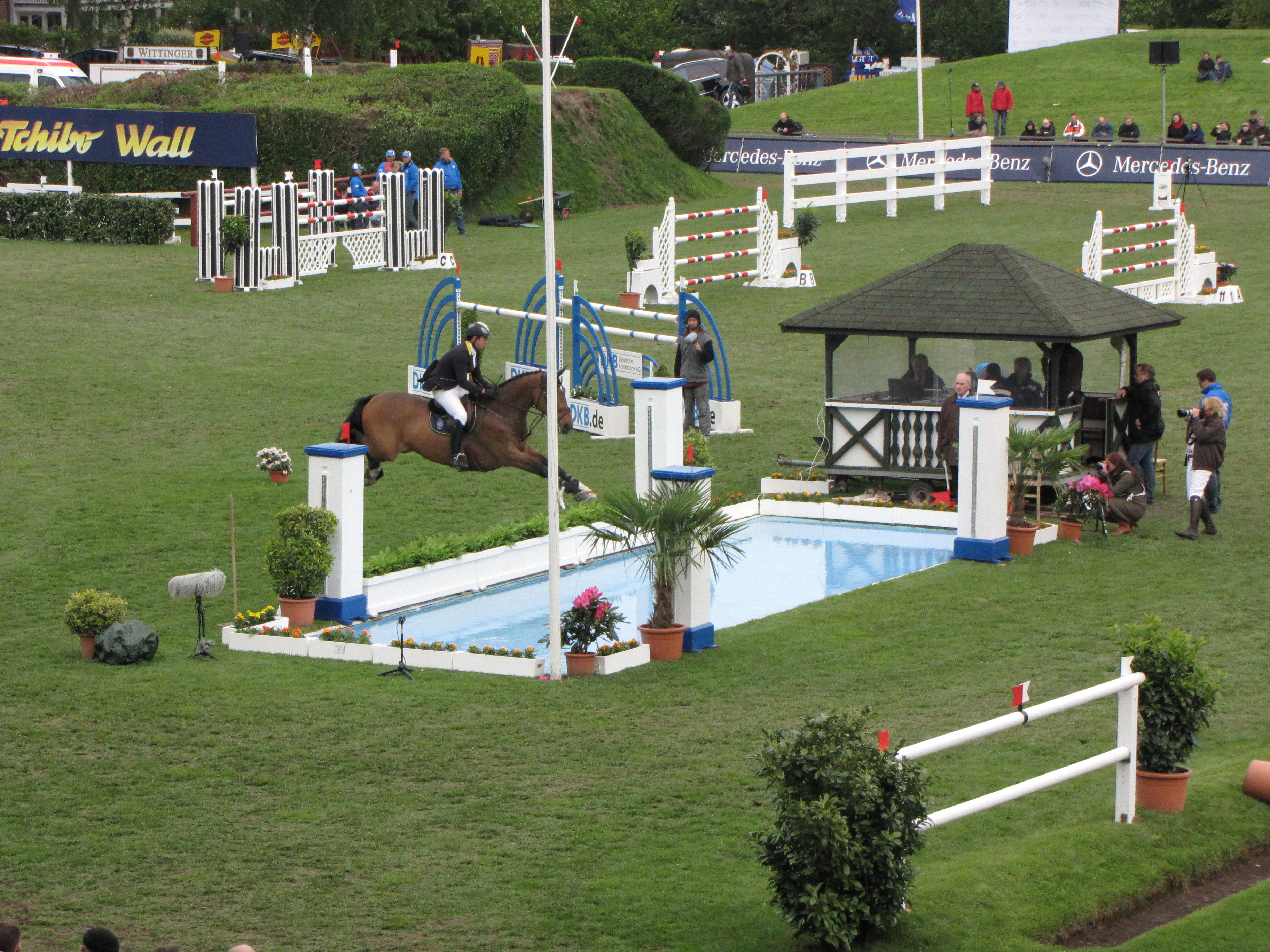
Kenneth Cheng mit Can Do, Großer Preis von Hamburg 2010

Während das Deutsche Spring-Derby für die Zuschauer der Turnierhöhepunkt ist, hat diese Stellung bei den internationalen Springreitern zunehmend der am Samstag ausgetragene Große Preis eingenommen. Im Jahr 2008 schloss der Veranstalter Volker Wulff einen Kooperationsvertrag mit dem Initiator der Global Champions Tour, Jan Tops, ab. Damit wurde der Große Preis Etappe der Global Champions Tour und blieb es bis zum Jahr 2022. Er ist allein mit 300.000 € ausgeschrieben und ist damit die zweithöchstdotierte Springprüfung in Deutschland.
Beim Großen Preis handelte es sich bis 2007 und wieder seit 2017 um eine internationale Springprüfung mit Stechen. In den Jahren dazwischen war die Prüfung als internationale Springprüfung mit zwei Umläufen und Stechen ausgeschrieben. Von 2008 bis 2011 trug der Große Preis die Zusatzbezeichnung Global Champions Tour von Deutschland.

### Sieger im Großen Preis von Hamburg (seit 2002)
| Jahr | Reiter / Pferd                        |
| ---- | ------------------------------------- |
| 2023 | Gerrit Nieberg mit Ben                |
| 2022 | Christian Ahlmann mit Dominator Z     |
| 2021 | Harrie Smolders mit Une de l'Othain   |
| 2019 | Daniel Deußer mit Jasmien v. Bisschop |
| 2018 | Harrie Smolders mit Don Z             |
| 2017 | Rolf-Göran Bengtsson mit Casall       |
| 2016 | Ludger Beerbaum mit Casello           |
| 2015 | Kent Farrington mit Voyeur            |
| 2014 | Katrin Eckermann mit Firth of Lorne   |
| 2013 | Christian Ahlmann mit Codex One       |
| 2012 | Nick Skelton mit Big Star             |
| 2011 | Rolf-Göran Bengtsson mit Casall       |
| 2010 | Lauren Hough mit Quick Study          |
| 2009 | Bernardo Alves mit Chupa Chup         |
| 2008 | Thomas Voß mit Leonardo B             |
| 2007 | Markus Fuchs mit Nirmette             |

| Jahr | Reiter / Pferd                      | Siegerteam                                                                        |
| ---- | ----------------------------------- | --------------------------------------------------------------------------------- |
| 2006 | Grégory Wathelet mit Countdown      | J & S Team (Thomas Mühlbauer, Grégory Wathelet, Björn Nagel)                      |
| 2005 | Johannes Ehning mit Lord’s Classics | AEGON Equestrian Team (Thomas Voß, Beat Mändli, Peter Wylde)                      |
| 2004 | Toni Haßmann mit Lolita H           | Audi quattro Team (Ludger Beerbaum, Mylène Diederichsmeier, Christian Ahlmann) °° |
| 2003 | Christian Ahlmann mit Cöster        | Audi quattro Team (Ludger Beerbaum, Marco Kutscher, Christian Ahlmann)            |
| 2002 | Marcus Ehning mit Anka              | Audi quattro Team (Mylène Diederichsmeier, Christian Ahlmann, Marco Kutscher)     |

Anmerkungen:
1. ↑  Großer Preis des Turniers „Longines Global Champions Tour of Hamburg“, welches im August 2021 ausgetragen wurde.
2. ↑  Der Große Preis war bis zur letztmaligen Austragung der Mannschaftswertung der Riders Tour im Jahr 2006 eine Wertungsprüfung dieser.
3. ↑  Ergebnis der „Trophy von Hamburg“, im Jahr 2004 war das am Donnerstag stattfindende Championat mit der Zusatzbezeichnung „Großer Preis von Hamburg“ ausgeschrieben, hier gewann der Niederländer Gerco Schröder mit Lanapoule.

## Deutsches Dressur-Derby

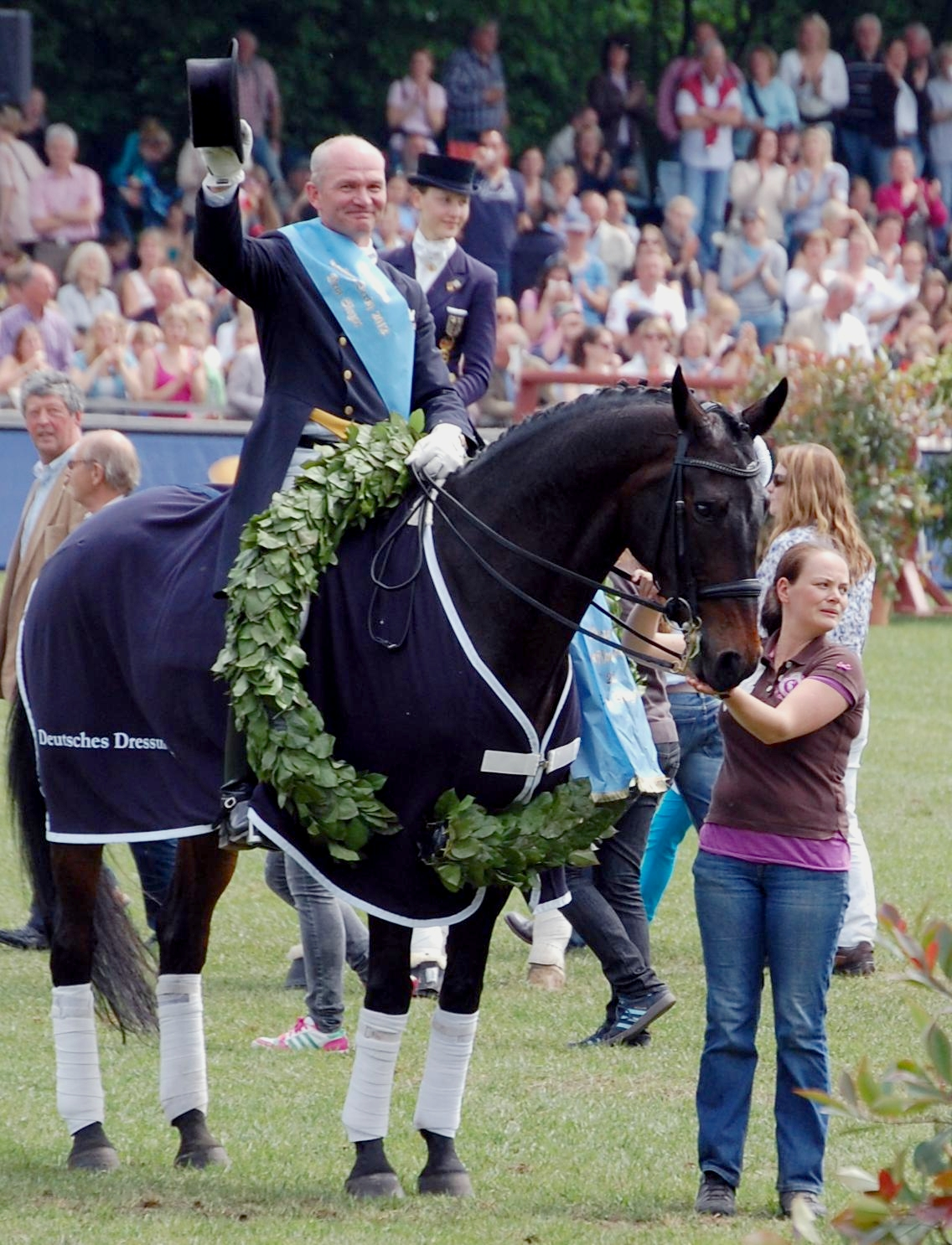
Hubertus Schmidt, Träger des Blauen Bandes für den Sieg im 54. Deutschen Dressur-Derby (Mai 2012)

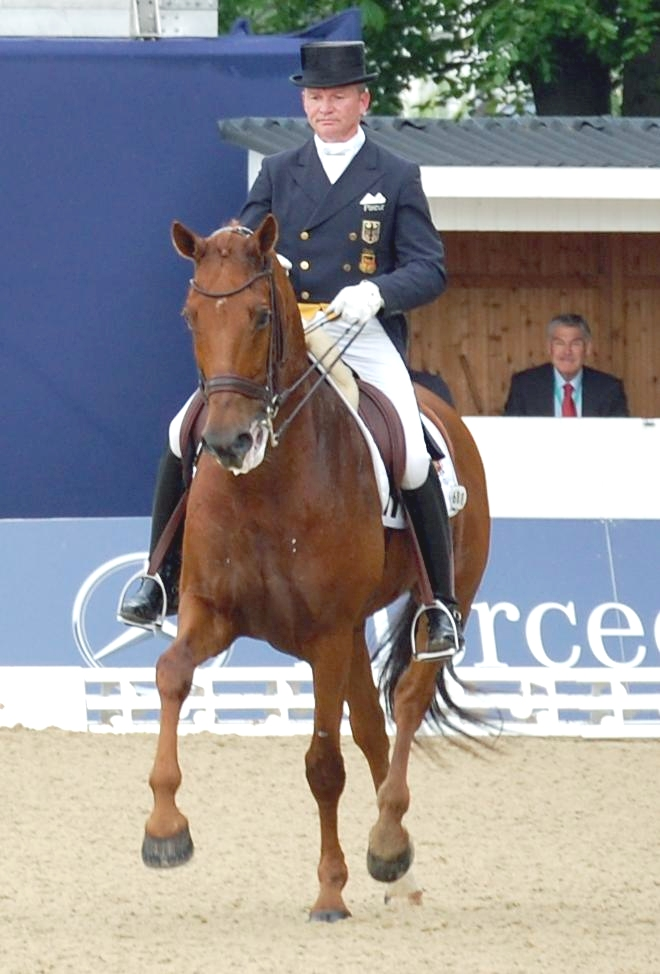
Erfolgreichster Reiter und bestes Pferd des 54. Deutschen Dressur-Derbys: Hubertus Schmidt reitet Premier, das Pferd von Aat van Essen

Für das Deutsche Dressur-Derby qualifizieren sich die drei erfolgreichsten Reiter mehrerer Qualifikationsprüfungen. Im Finale hat jeder der drei Reiter sowohl sein Pferd als auch die Pferde seiner Konkurrenten in einer Dressurprüfung der Klasse S mit Piaffe und Passage vorzustellen. Die Ergebnisse eines jeden Reiters werden am Ende addiert, um den Sieger zu ermitteln.
Das Deutsche Dressur-Derby wurde 1955 zum ersten Male ausgetragen. In den ersten zehn Jahren wurde das Dressur-Derby sechs Mal von Willi Schultheis und vier Mal von Reiner Klimke gewonnen. Zu dieser Zeit wurde diese Dressurprüfung als eine der bedeutendsten Dressurprüfungen der internationalen Reiterei bezeichnet. Ab 1965 wurde das Dressur-Derby nach Damen und Herren getrennt ausgeschrieben.
Im Laufe der Zeit verlor das Deutsche Dressur-Derby zunehmend an Bedeutung. In den 1990er Jahren wurde es vom Gelände des Spring-Derbys zum Hemmingstedter Weg (etwa 1,5 Kilometer vom übrigen Turniergelände entfernt) ausgelagert. Hier fand es beinahe unter Ausschluss der Öffentlichkeit statt. In dieser Zeit wurde auch der Pferdewechsel abgeschafft.
Als Paul Schockemöhle Ende 1999 Sportlicher Direktor beim Deutschen Spring- und Dressurderby wurde, entschied er, die Dressur zurückzuholen und das Finale wieder mit einem Pferdewechsel zu entscheiden. Das Deutsche Dressur-Derby müsse, ebenso wie das Deutsche Spring-Derby, etwas Besonderes sein. Dies stieß jedoch bei den Dressurreitern auf Widerstand, da drei Runden an einem Vormittag die Dressurpferde zu sehr strapazieren würden.
Daraufhin meldete Schockemöhles langjähriger Freund und Geschäftspartner Ullrich Kasselmann aus seinem Pferdebestand (ihm gehören rund 200 Sportpferde) stets drei zur Teilnahme an, mit dem Ziel, mit diesen die Mindestpunktzahl für eine Finalteilnahme zu erreichen. Diese Pferde werden den für das Finale qualifizierten Reitern dann für den Endkampf angeboten. Trotz dieser Bemühungen fiel das Deutsche Dressur-Derby in den Jahren 2001 und 2002 aus. Auch im Jahr 2003 hieß es zunächst, dass das Dressur-Derby aufgrund eines Streits zwischen den Veranstaltern und dem Bezirksamt Hamburg-Altona nicht ausgetragen werden könne. Am 1. Juni 2003 konnte dann doch das Dressur-Derby im Hamburger Derbypark ausgetragen werden.
Um auch die junge Reitergeneration an den Modus des Pferdewechsels heranzuführen, wurden zwei neue Prüfungsserien im Rahmen des Deutschen Dressur-Derby geschaffen: seit 2009 reiten die Ponyreiter in Hamburg das Deutsche Pony-Dressur-Derby aus; seit 2010 finden zwei Dressurprüfungen für Reiter der Altersklasse U25 statt, die zweite hiervon mit Pferdewechsel.
Im Jahr 2009 wurde in Hamburg-Klein Flottbek das fünfzigste Deutsche Dressur-Derby ausgetragen, aufgrund eines Zählungsfehlers wurde das Jubiläum im Jahr 2010 nachbegangen und die Zählung ab dem Jahr 2011 korrigiert. 2010 werden der Grand Prix (Qualifikation zum Deutschen Dressurderby), der Grand Prix Spécial und die Grand Prix Kür erstmals als internationales Dressurturnier (CDI 3*) ausgetragen. Das Dressurderby selbst war jedoch weiterhin national ausgeschrieben.
Aufgrund einer Sondergenehmigung der FEI wird ab 2011 auch das Dressurderby selbst als verkürzter Grand Prix mit Pferdewechsel international ausgeschrieben, bislang war hierfür im Reglement der FEI keine eigene Dressurprüfung vorgesehen.
Mit der internationalen Ausschreibung änderte sich jedoch auch die Nutzungsmöglichkeit von Leihpferden, diese müssen nun jeweils in der Qualifikationsprüfung (dem Grand Prix) am Start gewesen sein, der Start kann jedoch mit einem anderen Reiter erfolgt sein. In den ersten Jahren dieser neuen Regelung führte dies bei mehreren Teilnehmern für Verunsicherungen und zum Rückzug der Startbereitschaft bei der finalen Prüfung. Hierbei trat jedoch eine Sonderregelung des Derbys in Kraft: durch den Nichtstart der qualifizierten Teilnehmer wurden diese rückwirkend im Grand Prix de Dressage (der Qualifikationsprüfung) disqualifiziert. In das Finale rücken die nächstbesten Teilnehmer des Qualifikations-Grand Prix nach.
Bedingt durch diese Regelung kam es 2011 zu einer Besonderheit: Kathleen Keller, Tochter des Dressur-Derby-Siegers von 2003 (Dolf-Dietram Keller), qualifizierte sich sowohl für den Pferdewechsel in der U25-Tour als auch für das Deutsche Dressur-Derby und gewann beide Prüfungen auch. Im Jahr 2014 fand die Prüfung mit Pferdewechsel zum ersten Mal überhaupt ohne deutsche Beteiligung statt. Frederic Wandres gewann im Jahr 2019 binnen vier Wochen mit dem Berufsreiterchampionat Dressur und dem Deutschen Dressurderby die beiden großen Wettbewerbe mit Pferdewechsel in Deutschland.

### Sieger im Deutschen Dressur-Derby
| Jahr                  | Sieger                        | bestes Pferd (zugehöriger Reiter)             |
| --------------------- | ----------------------------- | --------------------------------------------- |
| 2025                  | Anna-Lena Kracht              | Florinio                                      |
| 2024                  | Katharina Haas                | Royal Dream (Sarah Waldsperger)               |
| 2023                  | Andrea Timpe                  | Sandbaeks Rio El (Mathilde Merethe Klaesson)  |
| 2022                  | Kathleen Kröncke              | Bricco Barone (Hendrik Lochthowe)             |
| 2019                  | Frederic Wandres              | Westminster (Frederic Wandres)                |
| 2018 (60. Austragung) | Emma Kanerva                  | Real Dancer (Jan-Dirk Gießelmann)             |
| 2017                  | Emile Faurie                  | Delatio (Bianca Kasselmann)                   |
| 2016                  | Borja Carrascosa              | Happiness (Michelle Hagman)                   |
| 2015                  | Anabel Balkenhol              | Mister X (Inessa Merkulowa)                   |
| 2014                  | Lars Petersen                 | Capri (Leihpferd für Mikala Münter Gundersen) |
| 2013 (55. Austragung) | Fabienne Lütkemeier           | Diamonds Forever (Anabel Balkenhol)           |
| 2012                  | Hubertus Schmidt              | Premier (Aat van Essen)                       |
| 2011                  | Kathleen Keller               | Rubins Royal (Anabel Balkenhol)               |
| 2010                  | Falk Rosenbauer               | Le Bo (Carola Koppelmann)                     |
| 2009                  | Christoph Koschel             | Fanano (Jochen Vetters)                       |
| 2008 (50. Austragung) | Isabell Werth                 | Royal Rubin (Heike Kemmer)                    |
| 2007                  | Ellen Schulten-Baumer         | Florianus (Kristy Oatley)                     |
| 2006                  | Isabell Werth                 | Fanano (Jochen Vetters)                       |
| 2005                  | Heike Kemmer                  | Patmos (Anja Hermelink)                       |
| 2004                  | Heike Kemmer                  | Rosemount Showtyme (Kristy Oatley)            |
| 2003 (45. Austragung) | Dolf-Dietram Keller           | De Niro (Dolf-Dietram Keller)                 |
| 2002                  | nicht ausgetragen             | nicht ausgetragen                             |
| 2001                  | nicht ausgetragen             | nicht ausgetragen                             |
| 2000                  | Isabell Werth                 | Gere (Anky van Grunsven)                      |
| 1999                  | nicht ausgetragen             | nicht ausgetragen                             |
| 1998                  | Karin Rehbein mit Donnerhall  | Prüfung ohne Pferdewechsel durchgeführt       |
| 1997                  | Monica Theodorescu mit Grunox | Prüfung ohne Pferdewechsel durchgeführt       |
| 1996                  | Isabell Werth mit Anthony     | Prüfung ohne Pferdewechsel durchgeführt       |

| Jahr                  | Sieger Herren                 | bestes Pferd                            | Sieger Damen                       | bestes Pferd                            |
| --------------------- | ----------------------------- | --------------------------------------- | ---------------------------------- | --------------------------------------- |
| 1995 (40. Austragung) | Klaus Balkenhol mit Goldstern | Prüfung ohne Pferdewechsel durchgeführt | Isabell Werth mit Anthony          | Prüfung ohne Pferdewechsel durchgeführt |
| 1994                  | Klaus Balkenhol mit Goldstern | Prüfung ohne Pferdewechsel durchgeführt | Karin Rehbein mit Donnerhall       | Prüfung ohne Pferdewechsel durchgeführt |
| 1993                  | Klaus Balkenhol mit Goldstern | Prüfung ohne Pferdewechsel durchgeführt | Monica Theodorescu mit Grunox      | Prüfung ohne Pferdewechsel durchgeführt |
| 1992                  | Herbert Rehbein               | Lumpazi (Hermann Gösmeier)              | Karin Rehbein                      | Heuriger (Britta Pläge)                 |
| 1991                  | Herbert Rehbein               | Warranty (Jürgen Koschel)               | Christilot Hanson-Boylen           | Ravell (Petra Wilm)                     |
| 1990 (35. Austragung) | Herbert Rehbein               | Flair (Holger Münstermann)              | Heike Kemmer                       | Nektar (Karin Rehbein)                  |
| 1989                  | Jo Hinnemann                  | Malte (Jo Hinnemann)                    | Jenny Eriksson                     | Amazonas (Karin Schlüter)               |
| 1988                  | Herbert Rehbein               | Amazonas (Jean Bemelmans)               | Karin Rehbein                      | Gottberg (Heike Kemmer)                 |
| 1987                  | Reiner Klimke                 | Metaxa (Jean Bemelmans)                 | Kyra Kyrklund                      | Cortino (Petra Epping)                  |
| 1986                  | Reiner Klimke                 | Monticello (Holger Münstermann)         | Madeleine Winter                   | Rex the Blacky (Karin Rehbein)          |
| 1985 (30. Austragung) | Reiner Klimke                 | Fashion (Udo Lange)                     | Monica Theodorescu                 | Lexikon (Monica Theodorescu)            |
| 1984                  | Herbert Rehbein               | Priamos (Klaus Husenbeth)               | Kyra Kyrklund                      | Lotus (Heike Kemmer)                    |
| 1983                  | Reiner Klimke                 | Pascal (Reiner Klimke)                  | Madeleine Winter                   | Aintree (Amy-Cathérine de Bary)         |
| 1982                  | Jo Hinnemann                  | Angelino (Jean Bemelmans)               | Karin Rehbein                      | Marzog (Anne Grethe Jensen)             |
| 1981                  | George Theodorescu            | Amigo (Georg Otto Heyser)               | Monica Theodorescu                 | Marzog (Anne Grethe Jensen)             |
| 1980 (25. Austragung) | Harry Boldt                   | Mikado (Harry Boldt)                    | Gabriela Grillo                    | Ultimo (Gabriela Grillo)                |
| 1979                  | Herbert Rehbein               | Feudal (Uwe Schulten-Baumer jun.)       | Ilsebill Becher                    | Electron (Ilsebill Becher)              |
| 1978                  | Herbert Rehbein               | Sonyboy (Josef Neckermann)              | Ilsebill Becher                    | Electron (Ilsebill Becher)              |
| 1977                  | Herbert Rehbein               | Cosima (Harry Boldt)                    | Gabriela Grillo                    | Ultimo (Gabriela Grillo)                |
| 1976                  | Reiner Klimke                 | Liostro (Herbert Rehbein)               | Karin Schlüter                     | Gassendi (Karin Schlüter)               |
| 1975 (20. Austragung) | Reiner Klimke mit Mehmed      | Prüfung ohne Pferdewechsel durchgeführt | Christine Stückelberger mit Granat | Prüfung ohne Pferdewechsel durchgeführt |
| 1974                  | Harry Boldt mit Golo          | Prüfung ohne Pferdewechsel durchgeführt | Karin Schlüter mit Liostro         | Prüfung ohne Pferdewechsel durchgeführt |
| 1973                  | Reiner Klimke                 |                                         | Karin Schlüter                     |                                         |
| 1972                  | nicht ausgetragen a           | nicht ausgetragen a                     | nicht ausgetragen a                | nicht ausgetragen a                     |
| 1971                  | Reiner Klimke                 | Mehmed (Reiner Klimke)                  | Inge Theodorescu                   | Marzio (Inge Theodorescu)               |
| 1970                  | Reiner Klimke                 | Adamant (Rudolf Tråvén)                 | Inge Theodorescu                   | Armagnac III (Christilot Hanson)        |
| 1969 (15. Austragung) | Willi Schultheis              | Armagnac (Willi Schultheis)             | Inge Theodorescu                   | Waldfee                                 |
| 1968                  | Reiner Klimke                 | Arcadius (Reiner Klimke)                | Karin Schlüter                     | Lenard                                  |
| 1967                  | Udo Nesch                     | Arcadius (Reiner Klimke)                | Johanna Sybille Hall               | Waldfee                                 |
| 1966                  | Reiner Klimke                 | Dux (Reiner Klimke)                     | Rosemarie Springer                 | Waldfee (Karin Schlüter)                |
| 1965                  | Willi Schultheis              | Memor xx (Willi Schultheis)             | Johanna Sybille Hall               | Conversano Caprice (Johanna S. Hall)    |

| Jahr                  | Sieger           | bestes Pferd (zugehöriger Reiter)         |
| --------------------- | ---------------- | ----------------------------------------- |
| 1964 (10. Austragung) | Reiner Klimke    | Conversano Caprice (Johanna Sybille Hall) |
| 1963                  | Reiner Klimke    | Dux (Reiner Klimke)                       |
| 1962                  | Reiner Klimke    | Monarchist xx                             |
| 1961                  | Willi Schultheis | Asbach (Josef Neckermann)                 |
| 1960                  | Reiner Klimke    | Aar                                       |
| 1959 (5. Austragung)  | Willi Schultheis | Thyra (Rosemarie Springer)                |
| 1958                  | Willi Schultheis | Brillant (Rosemarie Springer)             |
| 1957                  | Willi Schultheis | Thyra (Rosemarie Springer) b              |
| 1956                  | Willi Schultheis | Brokat (Harry Boldt)                      |
| 1955 (1. Austragung)  | Willi Schultheis | Brokat (Heinrich Boldt senior)            |